# Seguaci di Horo
Con il termine generico di Seguaci di Horo 
| T18 | S29 | D54 | G5 |

venivano individuati tre gruppi distinti di personaggi che ebbero delle caratteristiche ben precise nella storia egizia ed erano:
- Shemsu-Hor | G5 | T18 | G43 | šmsw Ḥr
- Anime di Pe e Nekhen | G30 | Q3 · O49 | bȝw P | G30 | O47 · O49 | bȝw Nḫn
- Seguaci di Horo

## Shemsu-Hor
Gli Shemsu-Hor o compagni di Horo erano Akh luminosi personaggi dalla natura semi-divina,  che costituivano il seguito del dio ed erano adorati in tutti i suoi templi. Oltre ad accompagnare il dio, avevano anche il compito di purificare il sovrano defunto durante il suo viaggio e di accoglierlo nell'Oltretomba.

## Anime di Pe e Nekhen

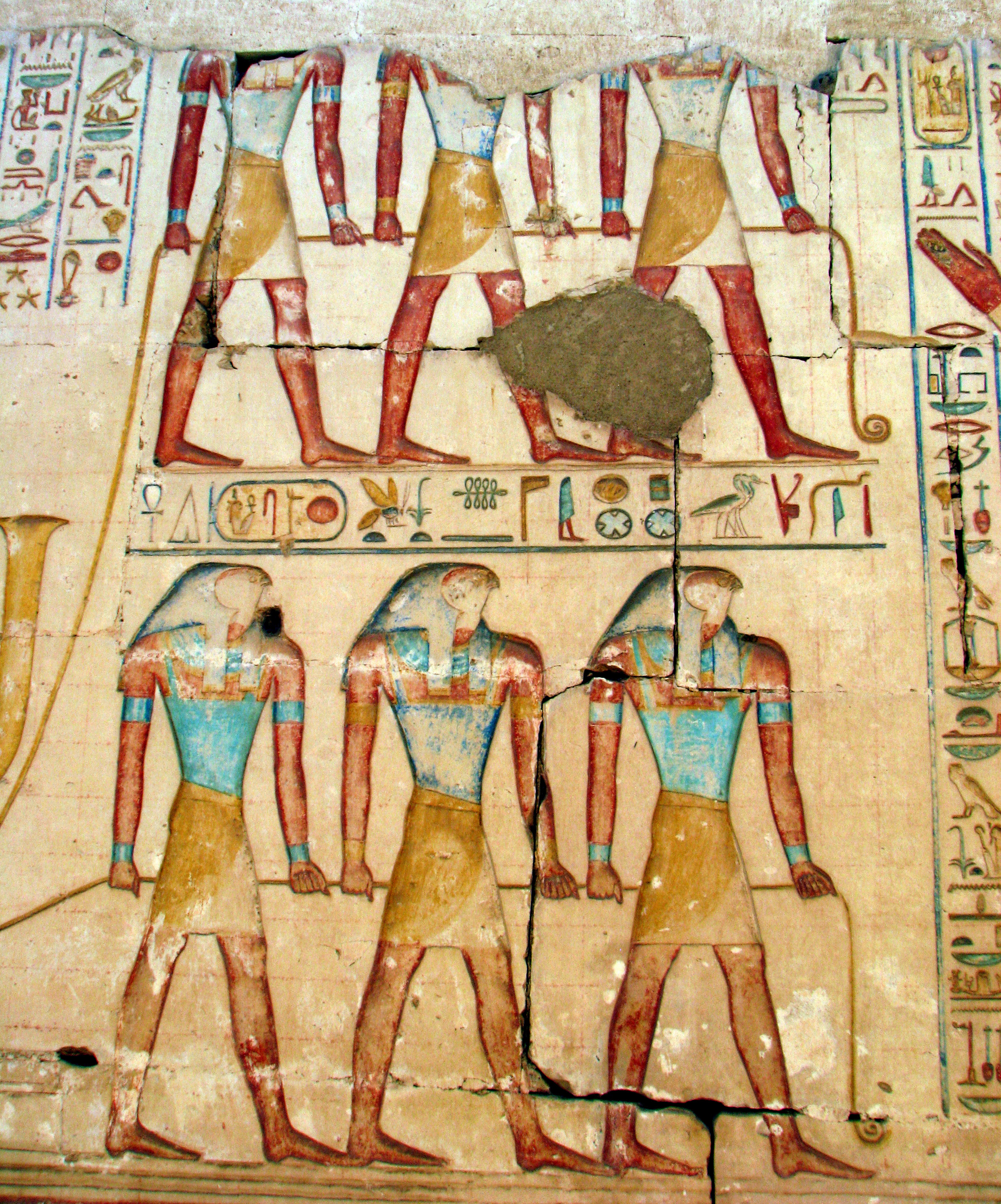
Nel registro superiore sono raffigurate (senza testa) le anime di Nekhen, nel registro inferiore le anime di Pe.

Le Anime di Pe e Nekhen erano i sovrani che nel Papiro di Torino precedono la prima dinastia e che nella più antica lista della Pietra di Palermo  sono compresi in quella che oggi è la dinastia 0, composta da sovrani predinastici le cui tombe sono state rinvenute ad Abido nella necropoli di Peker in località di Umm el-Qa'ab.
Questi antichi sovrani erano anche chiamati Seguaci di Horo in quanto adoratori della suprema divinità del dio Horo così come risulta da un'iscrizione del sovrano Ranefer nella quale erano indicati sia i sovrani predinastici sia gli spiriti ancestrali.

## Seguaci di Horo
La tradizione vuole che la conquista del Basso Egitto o Regno del Nord, fosse avvenuta ad opera dei "Seguaci di Horo" nekheniti (Regno del Sud o Alto Egitto) con un'unificazione non certo indolore del frammentario mosaico di province, come ci mostrano i documenti coevi pervenuti e che provano l'esistenza di lotte cruente e di continui conflitti, così come rappresentate in un rilievo del tempio di Edfu.
Nel fregio i Seguaci di Horo del Sud a bordo di barche e armati con arpioni lottano contro i seguaci di Seth del Basso Egitto rappresentati come ippopotami. Questa battaglia è anche narrata nei Testi delle Piramidi.
I Seguaci di Horo,  tralasciando racconti fantasiosi che dati i tempi così remoti hanno scarsa memoria archeologica,   verosimilmente nacquero con l'unione dell'Egitto dove per i successivi 4 secoli i sovrani si adoperarono per evolvere uno Stato fragile e precario, unificando le varie popolazioni dei villaggi sparpagliati lungo i circa 1000 chilometri della Valle del Nilo e rafforzando una monarchia di diritto divino.
Fu adottata da questi primi re predinastici una politica basata sulla fedeltà, su alleanze matrimoniali e sotto la protezione del dio Horo di cui il sovrano ne era la personificazione in terra.
Così la ristretta cerchia dei funzionari fidati costituirono l'élite dominante detta "Seguaci di Horo" a cui si aggiunsero i nomarchi, cariche donate dal sovrano per ricompensare i capi fedeli oppure gli stessi familiari.
Questa gerarchia costituì una casta privilegiata che godeva di titoli, proprietà, elevato status sociale mentre governava l'Egitto in nome e per conto dei primi sovrani, le cui tombe sono state trovate ad Abido, nell'area di Umm el-Qa'ab che significa "La madre dei vasi" per i numerosi pezzi di cocci.
Ma in ogni caso i Seguaci di Horo sono stati i protagonisti dell'unione delle Due Terre, unione che sarà suggellata dal matrimonio di Menes, sovrano  thinita, con Neithotep principessa del Sud,  e costituirono il nucleo per il futuro sviluppo di uno Stato che durerà fino al periodo greco-romano.